# 福永武彦
福永 武彦（ふくなが たけひこ、1918年〈大正7年〉3月19日 - 1979年〈昭和54年〉8月13日）は、日本の小説家、詩人、フランス文学者。別名義は加田 伶太郎、船田 学。
東大仏文科卒。加藤周一、中村真一郎らと文学研究グループ「マチネ・ポエティク」を結成。1948年には彼らと詩集を上梓する活動も行った。
戦時下の青春を描いた『草の花』（1954年）で作家の地位を確立。本格的な美や愛を探求する作品を書いた。他の著作に『海市』（1968年）、『死の島』（1971年）など。

## 生涯
1918年（大正7年）3月19日、福岡県筑紫郡二日市町大字二日市835番地（現：筑紫野市二日市）で父・福永末次郎と母・トヨの長男として生まれる。両親は共に九州出身で遠縁の関係にあり、父の末次郎は当時東京帝国大学経済学部の学生、母のトヨは日本聖公会の伝道師であった。母方の伯父は、理学博士・海軍少将秋吉利雄。父の末次郎は大学卒業後に三井銀行へ入行し、横浜・福岡・東京と転勤を繰り返した。1925年（大正14年）4月12日、弟の文彦を出産したばかりの母が産褥熱で死去。母を失った経験は、福永の人生に大きな影響を与えた。
1926年（大正15年）6月以降は、父・末次郎は東京本店勤務となり、福永も東京へ転居。1927年（昭和2年）の日本少年寮に入寮し、1930年（昭和5年）4月に東京開成中学校に入学。同期には生涯の友となる中村真一郎がいた。この頃、夏目漱石、芥川龍之介、永井荷風、谷崎潤一郎らの作品を読み、将来は作家となることを志した。
1934年（昭和9年）4月、第一高等学校文科丙類に入学。同期には澄田智、安良岡康作などがいた。ここで福永は弓術部に入部するが、同じ部の1学年下の少年を激しく愛し、その愛を拒否されるという経験をする。この経験はのちに長編小説『草の花』の題材となった（詳細は草の花#執筆背景・動機を参照）。
1937年（昭和12年）3月に一高を卒業。父の勧めで東京帝国大学法学部を受験するが失敗。再受験までの1年は、早稲田大学演劇博物館に通ったり、東京外国語学校でロシア語を学んだりして過ごし、翌1938年（昭和13年）4月に東京帝国大学文学部仏蘭西文学科に入学。東大では清水晶や登川尚佐（直樹）と『映画評論』の同人となり、多くの映画評論を執筆した。
1941年（昭和16年）に東大を卒業後、社団法人日伊商会を経て、召集の危険から逃れるために1942年（昭和17年）5月に参謀本部十八班での暗号解読の仕事に従事するようになる。またこの頃、アテネ・フランセにフランス語の勉強に来ていた山下澄（原條あき子）と知り合っており、夏には彼女のほか、中村真一郎、加藤周一、白井健三郎、窪田啓作、中西哲吉、山崎剛太郎、小山正孝、枝野和夫らと「マチネ・ポエティク」を結成し、数編の定型押韻詩を発表している。12月に召集令状が届き、検査を受けることになるが、間接撮影で胸部に異常があると診断されて再検査に回され、そこで以前に受けた盲腸炎手術の際の腹帯を見た軍医に「痛いか」と尋ねられ、「痛い」と答えたことで召集を解除された。翌1943年（昭和18年）2月には発作性頻脈症のため参謀本部の仕事を辞し、退職した父が移住した神戸の家を拠点として、京都や奈良の古寺を訪ねたり、倉敷の大原美術館へポール・ゴーギャンの絵画を見に行ったりするようになる。
1944年（昭和19年）2月21日から福永は日本放送協会国際局亜州部に勤め始め、9月28日には、23日に日本女子大学を繰り上げ卒業した澄と結婚。しかし1945年（昭和20年）2月に急性肋膜炎で倒れ、出産のため帯広へ帰った妻の実家へ疎開、5月12日から7月7日までは帯広療養所に入院している。7月7日、長男・夏樹が生まれた。
1946年（昭和21年）1月25日に福永は東京から一時帯広へ帰り、4月に日本放送協会を辞職して、北海道庁立帯広中学校で英語を教え始める。しかし福永が肺結核に罹患していることが判明すると、澄は「（福永との）約束はすべて取り消す」「自殺する」と主張し始め、家庭は崩壊の危機に陥る。1947年（昭和22年）10月には胸郭成形手術を受けるため上京し、東京都北多摩郡清瀬村の国立東京療養所へ入所。この年に中村真一郎・加藤周一との共著『1946 文学的考察』のほか、『ボオドレエルの世界』を刊行。左胸部整形術を受けた翌年には初の短編集『塔』、詩集『ある青春』を刊行し、戦後文学者として出発した。一方で1949年（昭和24年）7月に睾丸結核が発覚、腸結核および咽頭結核の併発も判明。一時はよりを戻す提案をしていた澄も力尽き、翌1950年（昭和25年）12月に協議離婚した。1953年（昭和28年）3月に退院すると、福永は療養者仲間であった岩松貞子と再婚した。
1954年（昭和29年）の長編小説『草の花』で作家としての地位を確立し、人間心理の深奥を探る多くの長編小説を発表した。また、中村真一郎と共に堀辰雄の薫陶を受け、『堀辰雄全集』の編纂にもかかわった。1961年（昭和36年）、学習院大学文学部教授。フランス文学を中心にヨーロッパの文学動向を論じた。ボードレールなどの翻訳や芸術家を主題にしたエッセイ、古典の現代語訳（『日本書紀』『古事記』『今昔物語集』）もある。
また、中村真一郎・堀田善衛と共にSF映画『モスラ』の原作小説『発光妖精とモスラ』を執筆、中村真一郎・丸谷才一と組んで、西洋推理小説を巡るエッセイ『深夜の散歩』を刊行し、さらに加田 伶太郎の名前で推理小説を書いた。
1979年（昭和54年）4月20日から5月12日まで北里病院東洋医学科に入院。8月6日に胃潰瘍が悪化し、長野県南佐久郡臼田町（現：佐久市）の佐久総合病院に入院し、8日に手術を受ける。しかし12日に容態が急変、13日午前5時22分に死去（61歳没）。キリスト教の朝顔教会で教会葬が営まれた。福永は2年前の1977年（昭和52年）10月に病床で朝顔教会の牧師から受洗していた。
声優の池澤春菜は孫に当たるが、ギリシャで生まれてから福永の存命中は帰国することはなかったため、一度も対面していない。

## 著作
※は、各・電子書籍で再刊
- 『ある青春 詩集』北海文學社 1948
- 『塔 福永武彦小説集』眞善美社 1948、のち講談社文庫※、河出文庫
- 『風土』新潮社 1952、完全版 東京創元社 1957、のち新潮文庫※、小学館※
- 『草の花』新潮社 1954、のち新潮文庫（改版）※
- 『冥府 及び 短篇四種』大日本雄弁会講談社 1954
  - 「夢見る少年の昼と夜」1954、のち新潮文庫（別版）※、小学館（新編）※
  - 『冥府・深淵』講談社ミリオンブックス（新書）1956
- 『夜の時間』河出書房<河出新書> 1955
- 『心の中を流れる河』人文書院 1958、新版1969、装幀駒井哲郎
- 『世界の終り』人文書院 1959、新版1969
- 『廃市』新潮社 1960、のち新潮文庫「廃市・飛ぶ男」※、小学館（新編）※
- 『告別』講談社 1962、のち講談社文庫、講談社文芸文庫※
- 『忘却の河』新潮社 1964、のち新潮文庫（改版）※
- 『福永武彦詩集』麦書房 1966（限定版）、1970（小型限定版）、1973（普及版）
- 『幼年』プレスビブリオーマーヌ 1967、のち講談社文庫、河出文庫、講談社文芸文庫（新編）※
- 『海市』新潮社 1968、のち新潮文庫、小学館※
- 『風のかたみ』新潮社 1968、のち新潮文庫※、河出文庫
- 『夜の三部作』講談社 1969、のち講談社文庫、小学館※ -『冥府』『深淵』『夜の時間』限定版も刊
- 『死の島』(上下)、河出書房新社 1971、のち新潮文庫※、講談社文芸文庫
- 『海からの聲』槐書房 1974 限定版
- 『獨身者』槐書房 1975 限定版、のち中公文庫
- 『夢百首 雑百首』中央公論社 1977 - 画文集
- 『玩草亭百花譜 福永武彦画文集』（全3巻）中央公論社 1981、中公文庫 1993
- 『福永武彦詩集』岩波書店 1984

### 評論・日記
- 『ボオドレエルの世界』海外文学新選：矢代書店 1947
  - 集成版「ボードレールの世界」講談社 1982。新編・講談社文芸文庫 1989※
- 『愛の試み』河出書房 1956、のち新潮文庫（改版）
  - 『愛の試み 愛の終り』人文書院 1958、新版1969
- 『ゴーギャンの世界』新潮社 1961、講談社文芸文庫 1993※
- 『藝術の慰め』講談社 1965、新版1970
- 『福永武彦作品 批評〈A・B〉』文治堂書店 1966-68
- 『別れの歌 随筆集』新潮社 1969※
- 『遠くのこだま 随筆集』新潮社 1970※
- 『枕頭の書 随筆集』新潮社 1971※
- 『意中の画家たち』人文書院 1973
- 『意中の文士たち〈上下〉』人文書院 1973、講談社文芸文庫 1994※
- 『夢のように 随筆集』新潮社 1974※
- 『書物の心 随筆集』新潮社 1975※
- 『秋風日記 随筆集』新潮社 1978※
- 『内的独白 堀辰雄の父、その他』河出書房新社 1978、のち河出文庫
- 『異邦の薫り』新潮社 1979
- 『彼方の美』中央公論社 1980
- 『二十世紀小説論』岩波書店 1984
- 『病中日録』鈴木和子・濱崎昌弘・星野久美子編 鼎書房 2010
- 『福永武彦戦後日記』新潮社 2011。池澤夏樹解説
- 『福永武彦新生日記』新潮社 2012。池澤夏樹・鈴木和子・田口耕平解説

#### 作品集
- 『福永武彦全小説』（全11巻）新潮社 1973-74
- 『福永武彦全集』（全20巻）新潮社 1986-88
- 『未刊行著作集 19 福永武彦』日高昭二・和田能卓共編 白地社 2002
- 『福永武彦 電子全集』※（全20巻）小学館 2018-2020 - 電子出版での新編集成

### 推理小説
各「加田 怜太郎」名義。探偵役は西洋古典文学の伊丹英典助教授。
- 「完全犯罪」 1956
- 「幽霊事件」 1956
- 「温室事件」 1956
- 「失踪事件」 1957
- 「電話事件」 1957
  - 『完全犯罪』講談社 1957 - 加田伶太郎名義
- 「眠りの誘惑」 1958
- 「湖畔事件」 1961
- 「赤い靴」 1962
  - 『加田伶太郎全集』桃源社 1970、のち新潮文庫※
    - 扶桑社文庫 昭和ミステリ秘宝 2001
- 『完全犯罪 加田伶太郎全集』創元推理文庫 2018

SF小説
「船田 学」名義。
- 「地球を遠く離れて」 1958
  - 『加田伶太郎作品集』小学館 2017※ - 上記も収録

### 共著
- 『近さん歩んだ道』吉岡力共編 日本少年寮記念ノ家 1940
- 『1946 文学的考察』加藤周一・中村真一郎共著 真善美社 1947、のち冨山房百科文庫、講談社文芸文庫※
- 『マチネ・ポエティク 詩集』加藤・中村ほか共著 真善美社 1948
- 『深夜の散歩 ミステリの愉しみ』丸谷才一・中村真一郎共著 早川書房 1963、のち講談社文庫、ハヤカワ文庫、創元推理文庫
- 『小説の愉しみ 福永武彦対談集』講談社 1981
丸谷才一・中村真一郎・遠藤周作・結城昌治・都筑道夫・清水徹・篠田一士・菅野昭正・長谷川泉・岡鹿之助
- 『発光妖精とモスラ』中村真一郎・堀田善衛共著 筑摩書房 1994 ISBN 978-4-480-80329-0[4]

## 翻訳
- アンリ・トロワイヤ『蜘蛛』新潮文庫 1951
- モーリス・ブデル『北緯六十度の恋』今日出海共訳、新潮社 1951
- ジュリアン・グリーン『幻を追ふ人』窪田啓作共訳、創元社 1951、のち新潮文庫（単独改訳）
- ロジェ・マルタン・デュ・ガール『アンドレ・ジイド 1913-1951』文藝春秋新社 1953
- ジュリアン・グリーン『運命(モイラ)』新潮社 1953、のち「全集 4」人文書院
- A・E・W・メースン『矢の家』東京創元社 1956、のち創元推理文庫（改版）※
- 『古事記・日本書紀 日本国民文学全集』河出書房 1956、のち河出文庫（2分冊）※
- 『古事記物語』岩波少年文庫 1957、のち改版※
- ボードレール『パリの憂愁』岩波文庫 1957、のち改版。他に「全集 1」人文書院
- パスカル・ピア『ボードレール 永遠の作家叢書』人文書院 1957、のち新版
- 『今昔物語 日本国民文学全集』河出書房 1958 / ちくま文庫 1991 / 新編「日本文学全集8」河出書房新社 2015※
- フレイドン・ホヴェイダ『推理小説の歴史』東京創元社 1960
- 『ボードレール 悪の華　世界名詩集13』[23]平凡社 1968
- 『象牙集 福永武彦譯詩集』垂水書房 1965、人文書院 1979。前者は限定本
- 『おおくにぬしのぼうけん』片岡球子絵 岩崎書店・ものがたり絵本 1968
- エクトル・マロ『家なき子』大久保輝臣共訳「少年少女世界の文学」河出書房新社 1968、のち河出文庫
- 『お伽草紙』共訳 筑摩書房 1977／ちくま文庫 1991。全13編

以下は共編訳・編集委員
- 『ボードレール全集』人文書院 1963-64。全4巻 編集委員
- 『ポオ全集』全3巻 東京創元新社 1963、のち創元推理文庫（全5巻）。佐伯彰一・吉田健一ほか共編
- 『世界名詩集14 マラルメ』平凡社 1969
- 『世界詩人全集6 ポー』入沢康夫共訳、新潮社 1968。新版『世界詩人選06 ポー詩集』小沢書店 1996

## 主な作家論
- 『福永武彦 新潮日本文学アルバム50』小久保実 編、新潮社 1994
- 和田能卓『福永武彦論』教育出版センター 1994
- 首藤基澄『福永武彦・魂の音楽』おうふう 1996
- 『時の形見に 福永武彦研究論集』和田能卓編、白地社 2005
- 渡邊一民『福永武彦とその時代』みすず書房 2014
- 田口耕平『「草の花」の成立 福永武彦の履歴』翰林書房 2015
- 『福永武彦を語る』近藤圭一・岩津航・西岡亜紀・山田兼士編、澪標 2012
- 岩津航『死の島からの旅 福永武彦と神話・芸術・文学』世界思想社 2012
- 山田兼士『福永武彦の詩学』水声社 2019
- 西岡亜紀『福永武彦論「純粋記憶」の生成とボードレール』東信堂 2008

## 映画化作品
- 廃市（1983年）
  - 監督 / 大林宣彦 脚本 / 内藤誠、桂千穂
  - 出演 / 小林聡美、山下規介、根岸季衣、尾美としのり、峰岸徹、入江若葉、林成年、入江たか子
- 風のかたみ（1996年）
  - 監督・脚本 / 高山由紀子
  - 出演 / 岩下志麻、坂上忍、高橋かおり、峰岸徹